# Macintosh SE

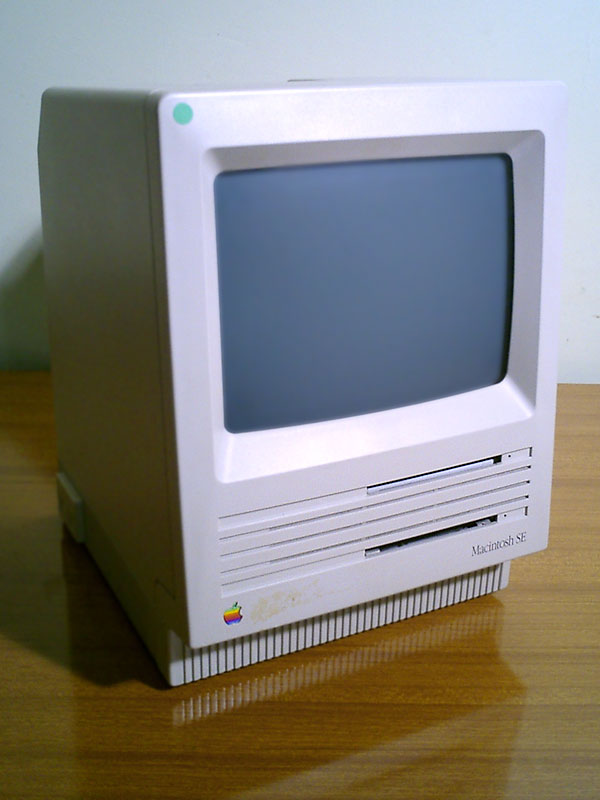
Macintosh SE.

El Macintosh SE fue presentado por Apple al mismo tiempo que el Macintosh II. Tenía una carcasa similar a la del ordenador Macintosh original, pero con ligeras diferencias en cuanto al color y el diseño.
Las características más destacables del SE, comparadas con las de su predecesor similar, el Macintosh Plus, eran:
- Primer Macintosh compacto con espacio para un disco duro interno, o si el usuario lo deseaba, disqueteras duales.
- Primer Macintosh compacto que incorporaba una ranura de expansión (SE son las siglas de System Expansion - "Expansión del sistema").
- Utilizaba el Apple Desktop Bus (ADB), introducido con el Apple IIGS, para la interfaz del teclado y ratón.
- Soporte mejorado de SCSI con un mayor rendimiento de procesamiento de datos.

Originalmente, el SE usaba sólo disquetes de Simple Densidad (400K) y Doble Densidad (800K). En agosto de 1989, Apple introdujo el Macintosh SE FDHD con la nueva SuperDrive, una disquetera que podía manejar disquetes de alta densidad (1,4 MB). Los disquetes de alta densidad se convertirían en un estándar de facto desde ese momento, tanto para los ordenadores Macintosh como para los PC.
Más tarde, Apple presentó el Macintosh SE/30 en enero de 1989, vendiendo una placa madre SE/30 como una extensión más bien cara para el SE.
El SE se dejó de fabricar en octubre de 1990 con la introducción del Macintosh Classic.
- Datos: Q1882848
- Multimedia: Macintosh SE / Q1882848